# Пітер де Гох
Пітер де Гох (Хоох) (нід. Pieter de Hooch, 1629 —24 березня 1684) — нідерландський художник, представник Делфтської школи.

## Життєпис
Народився у Роттердамі у 1629 році (хрещений в реформаторській церкві 20 грудня). Його батько, Гендрікс де Гох, був каменярем, а мати, Аннете Пітерс, — повитухою. Протягом 1646—1649 років навчався у Ніколаса Берхема в Гарлемі.
У 1650 році влаштувався на службу до заможного купця та колекціонера Юстуса де ла Гранде і супроводжував його під час подорожей у Гаазі, Лейдені, Делфті.
Близько 1652 року перебирається до Делфта. Тут у 1654 році одружується з Жаннетою ван дер Бурх. У 1655 році стає членом місцевої гільдії Святого Луки.
У 1660 році перебирається до Амстердама. Тут зумів налагодити товариські стосунки з заможними городянами, що забезпечило художнику статки. Вже у 1668 році він мешкав у респектабельному районі Амстердама. Наприкінці життя у нього стався розлад психіки, помер у божевільні 1684 року.

## Творчість

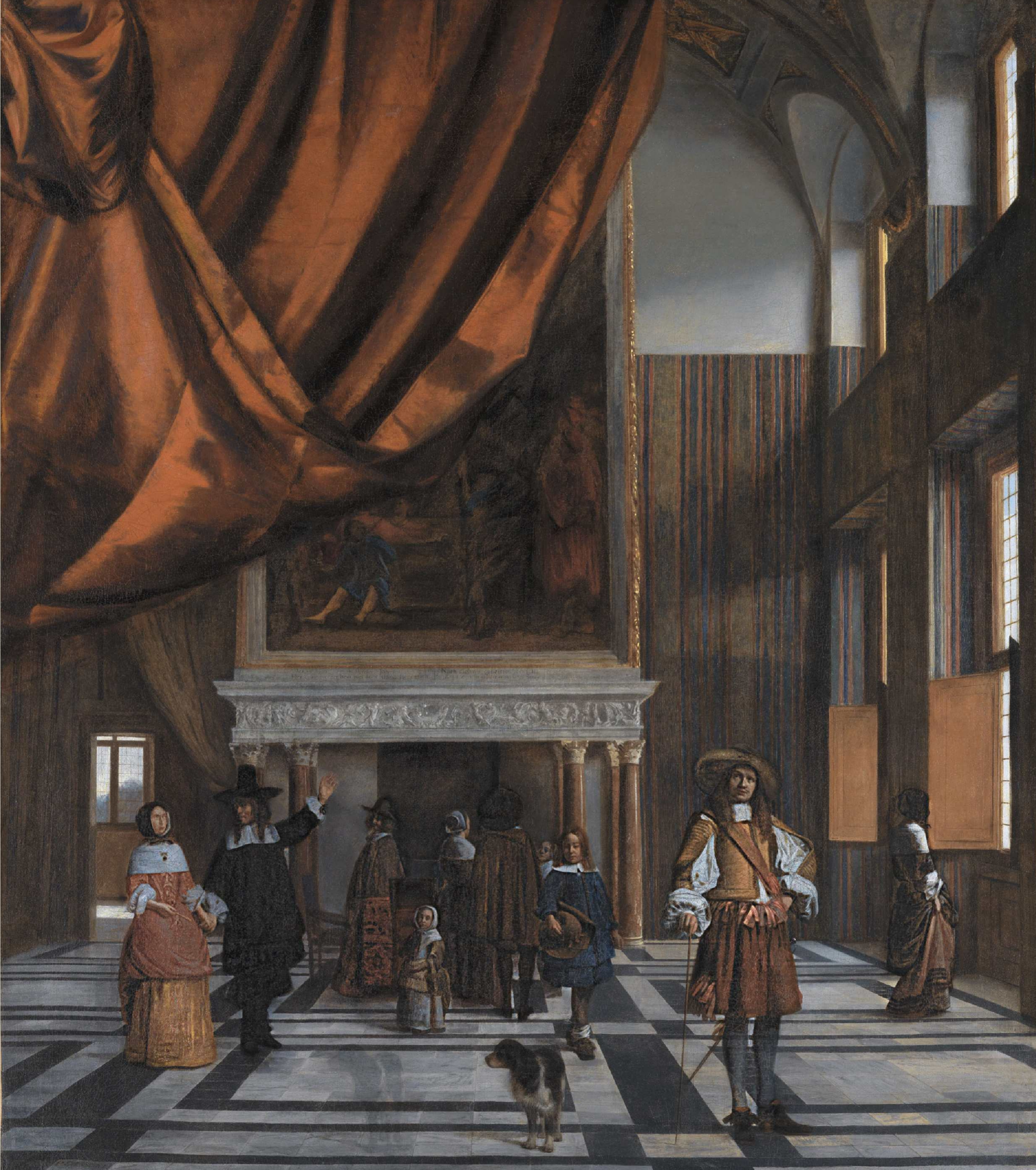
«Зала ради бургомістрів в ратуші Амстердама», 1663/65, Музей Тіссен-Борнеміса, Мадрид

Зазнав впливу Яна Вермеєра і Карела Фабріціуса. Ранні картини де Гоха зображують 2–3 персонажів, зайнятих домашніми справами в кімнатах, залитих світлом.
Зображуючи сцени бюргерського побуту, Гох з ретельністю передавав поетичність інтер'єрів і двориків, наповнених повітрям й світлом, сяючих чистотою («Дворик», 1658 рік; «Мати біля колиски», бл. 1660 року).
У картинах художника сюжетне оповідання зведено до мінімуму і панує загальноліричний настрій, чарівність спокійного, неквапливого плину життя. При цьому в колориті переважають повітряні золотаві тони, що відтіняються плямами чистого кольору.
Відкритий проліт дверей був улюбленим прийомом де Гоха. Він часто малював темний передній план з відкритими дверима, що ведуть до яскраво освітлених внутрішніх покоїв.
У пізніх роботах художник зображував досить претензійні сцени зі світського життя. Люди на його полотнах стали багатшими, але самі картини збідніли і втратили свої світлові якості.